# Jürgen Hering
Jürgen Hering (* 15. September 1937 in Chemnitz) ist ein deutscher Bibliothekar. Von 1974 bis 1996 war er Direktor der Universitätsbibliothek Stuttgart und von 1997 bis 2003 Generaldirektor der Sächsischen Landesbibliothek – Staats- und Universitätsbibliothek Dresden.

## Werdegang
Hering kam als Sohn des Oberlehrers Karl Hering und der Margot Hering, geb. Schubert, zur Welt. Nach dem Abitur 1955 bewarb er sich für ein Studium der Theaterwissenschaften. Diesem Wunsch wurde nicht entsprochen und er erhielt stattdessen einen Studienplatz an der Fakultät für Journalistik der Universität Leipzig, einer Kaderschmiede der DDR. Kommilitonen, die seine Tagebuchaufzeichnungen mit Kritik an der Schulleitung zu Gesicht bekamen, denunzierten Hering. Die entsprechenden Passagen wurden in der Aula der Hochschule öffentlich verlesen, Hering zum Klassenfeind erklärt und von der Hochschule verwiesen. Im Jahr 1956 übersiedelte er in die Bundesrepublik.
Er kam zunächst nach Riedenberg bei Stuttgart. In Kursen des Evangelischen Hilfswerks bereitete er sich dort auf die Prüfung zur westdeutschen Hochschulreife vor und setzte im Anschluss seine Studien in den Fächern Germanistik, Geschichte und Russisch an den Universitäten in Stuttgart, München und Tübingen fort. Nach dem Assessorexamen in Köln trat er 1967 in den Dienst der Universitätsbibliothek Stuttgart. 1974 wurde er zum Bibliotheksdirektor ernannt und übernahm ein Jahr später die Leitung des Hauses, die er bis Ende 1996 ausübte. Auf Bitte des Sächsischen Staatsministers für Wissenschaft und Kunst Hans Joachim Meyer wechselte Hering zum 1. Januar 1997 als Generaldirektor der Sächsischen Landesbibliothek – Staats- und Universitätsbibliothek Dresden nach Dresden. Während seiner Amtszeit entstand mit dem Neubau der Bibliothek der größte Kulturneubau nach der Wende in Ostdeutschland. Nach Erreichen der Altersgrenze wurde er 2003 in den Ruhestand versetzt. Seitdem lebt er wieder in Stuttgart.
Über seine beruflichen Aufgaben hinaus ist Hering in verschiedenen Fachgruppen und Vereinigungen ehrenamtlich engagiert. Er war von 1979 bis 1983 Bundesvorsitzender des Vereins Deutscher Bibliothekare (VDB) sowie von 1989 bis 1992 Vorsitzender des Deutschen Bibliotheksverbandes (DBV). Während dieser Zeit bereitete er die Vereinigung der beiden deutschen Verbände vor. Ab 1992 war an den Verhandlungen der deutsch-russischen Regierungskommission über die Rückführung von kriegsbedingt verlagerten Kulturgütern beteiligt (→Restitution von Raubkunst).
Von 1999 bis 2003 war Hering Mitglied im Beirat der Stiftung Preußischer Kulturbesitz und ist seit Beginn der 1980er Jahre Geschäftsführer der Max-Kade-Stiftung.
Hering ist verheiratet und hat drei Kinder.

## Ehrungen
- 1999: Honorarprofessor der Hochschule für Technik, Wirtschaft und Kultur Leipzig
- 2002: Festschrift zum 65. Geburtstag
- 23. Juni 2003: Sächsischer Verdienstorden
- 1. Juli 2009: Verdienstkreuz am Bande der Bundesrepublik Deutschland